# 16268 Mcneeley
16268 Mcneeley è un asteroide della fascia principale. Scoperto nel 2000, presenta un'orbita caratterizzata da un semiasse maggiore pari a 2,4433811 au e da un'eccentricità di 0,1677848, inclinata di 1,59569° rispetto all'eclittica.
L'asteroide è dedicato all'insegnante statunitense Pam McNeeley.